# 14598 Larrysmith
14598 Larrysmith è un asteroide della fascia principale. Scoperto nel 1998, presenta un'orbita caratterizzata da un semiasse maggiore pari a 2,1520214 UA e da un'eccentricità di 0,0667926, inclinata di 3,11839° rispetto all'eclittica.